# TKB-022
TKB-022 (ТКБ-022) là loại súng trường tấn công thử nghiệm do G. A. Korobov phát triển đầu những năm 1960 tại Konstruktorskoe Buro Priborostroeniya (Конструкторское бюро приборостроения) ở Liên Xô. Loại súng này nói chung là quá tiên tiến thời đó so với tư duy của lực lượng Hồng quân, những người thích sự đơn giản, quen thuộc, đã chứng tỏ và sự độ tin cậy rất cao của các khẩu Kalashnikov hơn bất cứ thứ gì khác nên nó chỉ dừng ở mức thử nghiệm.

## Phát triển
Korobov là một trong nhiều kỹ sư theo hướng tân tiến tại Konstruktorskoe Buro Priborostroeniya và ông luôn muốn phát triển những thiết kế mới lạ. Trong các thiết kế đó có một loại súng nhỏ gọn thích hơp cho các lực lượng điều khiển phương tiện cơ giới, dễ triển khai chiến đấu trong các điều kiện chật hẹp như trên các đoàn tàu, xe chở lính, trực thăng... Và dù hình dáng nhỏ gọn loại súng này vẫn có nòng dài tương đương các loại súng trường tấn công phổ biến khác. Đến cuối những năm 1960 thì nhiều mẫu đã được chế tạo thử nghiệm mà kết quả là mẫu TKB-022PM5 được đưa vào thử nghiệm ở mức độ quân đội năm 1968.
Dù vậy súng không được thông qua và lý do cho việc đó không được công bố. Nhưng các lý do chính có thể là chi phí chế tạo quá cao so với công nghệ khi đó, dù vậy thiên về lý thuyết thì khi đó không ai chắc là loại nhựa tổng hợp dùng làm thân súng bền được trong điều kiện môi trường vô cùng khắc nghiệt trong lúc cất giữ chờ sử dụng trong thời gian dài mà không rã ra thành bụi.

## Thiết kế
TKB-022 sử dụng cơ chế nạp đạn bằng khí nén với ống trích khí bao ngoài nòng súng và để có độ dài ngắn súng sử dụng thiết kế bullpup. Thay vì dùng khóa nòng di chuyển tới lui như mọi loại súng khác súng sử dụng khóa nòng di chuyển lên xuống theo chiều dọc, vì cách chuyển động này chẳng thể dùng được cho việc nạp đạn nên một cái móc hình chữ U đã được thiết kế đặc biệt dùng làm bolt di chuyển trên một thanh truyền động. Một cạnh của nó sẽ móc đạn từ hộp đạn ra đẩy xiên lên phía trước lúc cho vào khoang chứa đạn nó sẽ nằm gọn trong móc sau đó khóa nòng sẽ đóng lại phía sau móc, khi bắn khóa nòng sẽ bị đẩy xuống dưới và cái móc sẽ di chuyển ra phía sau kéo theo vỏ đạn nhưng vỏ đạn sẽ bị chặn lại sau khi ra khỏi khoang chứa đạn một khoảng và nằm ở vị trí đó cho đến khi viên đạn tiếp theo được đẩy xiên lên nó sẽ đẩy vỏ đạn này vào một khe phía trên để vào rãnh nhả vỏ đạn phía trên nòng súng sau đó bị đẩy ra ngoài.
Nút khóa an toàn cũng là nút điều chỉnh chế độ bắn nằm ở phía tay trái súng với ba chế độ an toàn bán tự động và tự động. Thân súng làm bằng nhựa tổng hợp có màu vân gỗ đỏ nâu. Hệ thống nhắm cơ bản của súng là điểm ruồi.